# Свети Павел освобождава роба (Ацолино)
„Свети Павел освобождава роба“ (на италиански: San Paolino che libera lo schiavo) е картина от неаполитанския художник Джовани Бернардино Ацолино, рисувана в периода 1626 – 1630 г. Платното с размери 306 × 210 см се съхранява в църквата на комплекса Пио Монте дела Мизерикордия в Неапол, Италия.

## Описание
Картината е запазена и до днес в същия институт, за който е рисувана – Пио Монте дела Мизерикордия. Тя е една от седемте картини, запазени в седемте малки олтара, заобикалящи главния олтар с картината „Седемте милосърдни дела“ на Микеланджело да Караваджо в църквата на комплекса „Пио Монте“.
Критиците дълго време приписват платното на художника Карло Селито, базирайки се на перфектно изобразените султан и освободения роб. Голите рамене на роба, червената дреха на султана и ъгълът на светлината показват влиянието на Караваджо върху майсторството на художника. Влияние, което Джовани Бернардино Ацолино не показва в творчеството си. Предполага се, че Селито започва картината, но не я завършва поради преждевременната си смърт.
Творбата отразява легендата за Свети Павлин, епископ на Нола, който предлага своя живот на султана, за да изкупи вдовишки син, пленен и окован, бъдещ роб. В краката на светеца се вижда току-що освободен от веригите роб, който целува земята в знак на благодарност. На заден план жени благодарят на Бога с вдигнати към небето ръце, изобразено в горната част на картината, като Божия благословия и слава на Царство му небесно.

## Виж също
- Пио Монте дела Мизерикордия
- Седемте милосърдни дела
- Микеланджело да Караваджо